# Ježenj
Ježenj – wieś w Chorwacji, w żupanii istryjskiej, w mieście Pazin. W 2011 roku liczyła 141 mieszkańców.